# Houston (Misisipi)
Houston es una ciudad del Condado de Chickasaw, Misisipi, Estados Unidos. Según el censo de 2000 tenía una población de 4.079 habitantes y una densidad de población de 207.5 hab/km².

## Demografía
Según el censo de 2000, había 4.079 personas, 1.589 hogares y 1.088 familias residiendo en la localidad. La densidad de población era de 207,5 hab./km². Había 1.721 viviendas con una densidad media de 87,5 viviendas/km². El 59,89% de los habitantes eran blancos, el 36,58% afroamericanos, el 0,27% amerindios, el 0,17% asiáticos, el 0,12% isleños del Pacífico, el 2,70% de otras razas y el 0,27% pertenecía a dos o más razas. El 5,12% de la población eran hispanos o latinos de cualquier raza.
Según el censo, de los 1.589 hogares en el 33,5% había menores de 18 años, el 44,6% pertenecía a parejas casadas, el 19,4% tenía a una mujer como cabeza de familia, y el 31,5% no eran familias. El 29,1% de los hogares estaba compuesto por un único individuo, y el 15,0% pertenecía a alguien mayor de 65 años viviendo solo. El tamaño promedio de los hogares era de 2,49 personas y el de las familias de 3,06.
La población estaba distribuida en un 26,6% de habitantes menores de 18 años, un 10,3% entre 18 y 24 años, un 26,9% de 25 a 44, un 19,5% de 45 a 64, y un 16,8% de 65 años o mayores. La media de edad era 35 años. Por cada 100 mujeres había 88,3 hombres. Por cada 100 mujeres de 18 años o más, había 83,6 hombres.
Los ingresos medios por hogar en la localidad eran de 23.709 dólares ($), y los ingresos medios por familia eran 31.979 $. Los hombres tenían unos ingresos medios de 27.214 $ frente a los 22.000 $ para las mujeres. La renta per cápita para la ciudad era de 12.482 $. El 21,2% de la población y el 22,6% de las familias estaban por debajo del umbral de pobreza. El 17,8% de los menores de 18 años y el 28,0% de los habitantes de 65 años o más vivían por debajo del umbral de pobreza.

## Geografía
Según la Oficina del Censo de los Estados Unidos, Houston tiene un área total de 19,7 km² de los cuales 19,7 km² corresponden a tierra firme y 0,1 km² a agua. El porcentaje total de superficie con agua es 0,26%.